# Rondini in volo (film 1949)
Rondini in volo è un film del 1949 diretto da Luigi Capuano.

## Accoglienza

### Incassi
Incasso accertato a tutto il 31 dicembre 1952: 51.250.000 lire dell'epoca.